# Martin Tešovič
Martin Tešovič nebo česky Martin Těšovič (* 26. října 1974 Bratislava) je bývalý slovenský vzpěrač a bobista, účastník šesti letních i zimních olympijských her.

## Osobní život
Ze dvou manželství má dvě děti, dceru Annu Márii (* 1993) a syna Šimona (* 2012).
K jeho neřestem patří slabost pro cigaretu. Rituál kouření mu pomáhal zklidnit se před závodem.

## Sportovní kariéra
Odmala ho rodiče vedli s bratry ke sportu. Má dva starší bratry a stejně starého bratra Petra. Dětství prožil v Banské Bystrici a v Bratislavě. Po přestěhování do rodné Bratislavy v polovině osmdesátých let dvacátého století začal s bratrem navštěvovat sportovní základní školu v bratislavské čtvrti Dúbravka na ulici Pekníkova se zaměřením na těžkou atletiku. Učitel Juraj Pružinec u něho rozpoznal talent a od 13 let začal docházet na tréninky vzpírání do mateřského oddílu Dunajplavba k trenéru Petru Švecovi.
V roce 1992 ještě reprezentoval Československo (Česko-Slovensko) na juniorském mistrovství Evropy v Cardiffu. Od podzimu 1993 byl členem armádního střediska vrcholového sportu Dukla v Trenčíně a později v roce 2006 po přesunu vzpěračského odboru v Banské Bystrici. Vrcholově se připravoval pod vedením Juraje Gubaly. Jeho oblíbeným střediskem pro přípravu bylo Štrbské Pleso (hotel FIS). V roce 1994 poprvé reprezentoval Slovensko na vrcholné sportovní akci mistrovství Evropy v českém Sokolově v kategorii do 91 kg. V roce 1996 startoval na olympijských hrách v Atlantě, kde za výkon 372,5 kg ve dvojboji obsadil celkové 10. místo.
Od roku 1997 startoval ve vyšší váhové kategorii do 99 kg. Na květnovém mistrovství Evropy v chorvatské Rijece získal svojí první velkou medaili ve dvojboji. Později v prosinci na mistrovství světa v thajském Čiang Mai se zapsal mezi vzpěračské legendy, když vybojoval titul mistra světa ve dvojboji, trhu a nadhozu. Stal se teprve druhým Slovákem po Ondreji Hekelovi, který získal titul mistra světa v roce 1972 v trhu. Od roku 1998 se však zrušila jeho váhová kategorie v rámci snižovaní váhových kategorií kvůli zařazení ženského vzpírání do programu olympijských her. V nové váhové kategorii do 105 kg složitě nabíral kilogramy a patřil pravidelně k nejlehčím vzpěračům.
V roce 1999 ho zasáhla těžká rána, když si v přípravě na listopadové mistrovství světa v řeckých Athénách přetrhal vazy v pravém koleni. Zranění bylo natolik vážné, že ho připravilo o tři roky vrcholové sportovní kariéry včetně startu na olympijských hrách v Sydney. První plastika vazu nedopadla podle představ a v srpnu 2001 musel na reoperaci. Druhá operace pod vedením doktora Roland Jakoba ve švýcarském Fribourgu a následná rehabilitace dopadla úspěšně a v roce 2003 se vrátil na mezinárodní vzpěračské pódium. V roce 2004 patřil ke slovenským nadějím na olympijskou medaili na olympijských hrách v Athénách. V trhu však zariskoval základní vahou 187,5 kg (v sezoně zvedal 190 kg) a bez platného pokusu (všechny pokusy šel za sebou) nebyl ve dvojboji klasifikován.
Od roku 2005 ukončil spolupráci s Jurajem Gubalou. Krátce spolupracoval v reprezentaci s Milanem Kováčem. Později se připravoval pod vedením trenéra Rudolfa Lukáče a jeho asistenta Viktora Gumána. V roce 2007 zopakoval deset let starý tripl (zlato v dvojboji, trhu a nadhozu) na mistrovství Evropy ve francouzském Štrasburku. V roce 2008 byl slovenskou medailovou naději na olympijských hrách v Pekingu. V srpnu týden před zahájením soutěže si v při rozcvičení natáhl stehenní sval na levé noze. Přes bolesti se ze soutěže neodhlásil, ale k žádnému pokusu v trhu nenastoupil.
Po letních olympijských hrách v Pekingu využil nabídky pilota bobů Milana Jagnešáka zúročit svoji výbušnost jako člen jeho posádky. V roce 2010 startoval na zimních olympijských hrách ve Vancouver ve čtyřbobu. Při první jízdě se však posádka převrátila a nedojela do cíle. Na jaře se vrátil ke vzpírání, ale jeho výkonnost ve dvojboji výrazně poklesla. V roce 2012 se zúčastnil svých čtvrtých olympijských her v Londýně, kde výkonem ve dvojboji 363 kg obsadil po diskvalifikacích soupeřů 9. místo. Vzápětí se rozloučil s mezinárodním vzpěračským pódiem a ve sportovní kariéře pokračoval jako člen bobistické posádky Milana Jagnešáka.
V roce 2014 se s čtyřbobem kvalifikoval na zimní olympijské hry v Soči. V průběhu her však onemocněl a místo něho nakonec do soutěže nastoupil náhradník Petr Narovec. Po olympijských hrách ukončil sportovní kariéru. Věnuje se trenérské práci v Dukle.
Martin Těšovič patřil mezi charakterní, ale málomluvné, do sebe uzavřené sportovce. Nedostatečné komunikace s veřejností a médii vedla k nedorozuměním, kdy musel například po svém návratu po zranění v roce 2003 novinářům vysvětlovat, že neměl pozastavenou činnost za doping. Naopak je jedním z mála vzpěračů světové úrovně, který nebyl v průběhu celé sportovní kariéry pozitivně testován.

### Výsledky ve vzpírání
pozn. Martin Těšovič vzpíral v období silného boje antidopingových agentur proti užívání dopingu ve sportu. V tomto období docházelo a stále dochází k zpětným diskvalifikacím závodníků na základě retestů vzorků či nesrovnalostí v biologickém pasu, případně navrácení závodníků do výsledkových listin po odvolání. Tyto dodatečné změny ve výsledcích fanouškovské databáze v plné míře nepostihují. Je tedy možné, že některá umístění níže v tabulce převzaté z fanouškovských databází nemusí být přesná. Mezinárodní vzperačská federace pro jistotu oficiální výsledky neuvádí.
| Rok                        | Místo                                 | Kategorie      | Trh (kg)       | Trh (kg)       | Trh (kg)       | Trh (kg)         | Nadhoz (kg)    | Nadhoz (kg)    | Nadhoz (kg)    | Nadhoz (kg)      | Dvojboj (kg)   | Pořadí           |
| Rok                        | Místo                                 | Kategorie      | 1              | 2              | 3              | Pořadí           | 1              | 2              | 3              | Pořadí           | Dvojboj (kg)   | Pořadí           |
| Olympijské hry             | Olympijské hry                        | Olympijské hry | Olympijské hry | Olympijské hry | Olympijské hry | Olympijské hry   | Olympijské hry | Olympijské hry | Olympijské hry | Olympijské hry   | Olympijské hry | Olympijské hry   |
| -------------------------- | ------------------------------------- | -------------- | -------------- | -------------- | -------------- | ---------------- | -------------- | -------------- | -------------- | ---------------- | -------------- | ---------------- |
| 1996                       | Atlanta, Spojené státy                | –91 kg         | 162,5          | 167,5          | 167,5          | 15.              | 205            | 210            | 210            | 7.               | 372,5          | 10.              |
| 2004                       | Athény, Řecko                         | –105 kg        | 187,5          | 187,5          | 187,5          | DNF              | —              | —              | —              | DNS              | —              | DNF              |
| 2008                       | Peking, Čína                          | –105 kg        | —              | —              | —              | DNS              | —              | —              | —              | DNS              | —              | DNS              |
| 2012                       | Londýn, Spojené království            | –105 kg        | 162            | 167            | 170            | 10.              | 190            | 196            | 196            | 10.              | 363            | 9.               |
| Mistrovství světa          |                                       |                |                |                |                |                  |                |                |                |                  |                |                  |
| 1995                       | Kanton, Čína                          | –91 kg         | 155            | 160            | 162,5          | 19.              | 195            | 200            | 205            | 6.               | 365            | 9.               |
| 1997                       | Čiang Mai, Thajsko                    | –99 kg         | 172,5          | 177,5          | 180            | Zlatá medaile    | 215            | 220            | —              | Zlatá medaile    | 400            | Zlatá medaile    |
| 1998                       | Lahti, Finsko                         | –105 kg        | 180            | 185            | 185            | 9.               | 220            | 227,5          | 227,5          | Stříbrná medaile | 407,5          | 5.               |
| 2003                       | Vancouver, Kanada                     | –105 kg        | 175            | 180            | 180            | 11.              | 210            | 215            | 215            | 14.              | 390            | 13.              |
| 2005                       | Dauhá, Katar                          | –105 kg        | 183            | 183            | 187            | Bronzová medaile | 220            | 221            | 225            | Bronzová medaile | 412            | Bronzová medaile |
| 2006                       | Santo Domingo, Dominikánská republika | –105 kg        | 180            | 185            | —              | 5.               | 215            | 222            | 222            | 9.               | 400            | 6.               |
| 2007                       | Čiang Mai, Thajsko                    | –105 kg        | 185            | 190            | 194            | Bronzová medaile | 221            | 221            | 221            | DNF              | —              | DNF              |
| 2010                       | Antalya, Turecko                      | –105 kg        | 175            | 180            | 180            | 14.              | 205            | 211            | 212            | 8.               | 387            | 10.              |
| Mistrovství Evropy         |                                       |                |                |                |                |                  |                |                |                |                  |                |                  |
| 1994                       | Sokolov, Česko                        | –91 kg         |                |                | 140            | 12.              |                |                | 180            | 11.              | 320            | 12.              |
| 1995                       | Varšava, Polsko                       | –91 kg         |                |                | 145            | 24.              |                |                | 185            | 17.              | 330            | 19.              |
| 1996                       | Stavanger, Norsko                     | –91 kg         | 152,5          | 157,5          | 160            | 9.               | 195            | 195            | 200            | 5.               | 360            | 6.               |
| 1997                       | Rijeka, Chorvatsko                    | –99 kg         | 167,5          | 172,5          | 172,5          | 8.               | 210            | 215            | 215            | Stříbrná medaile | 377,5          | Bronzová medaile |
| 1999                       | A Coruña, Španělsko                   | –105 kg        | 180            | 185            | 185            | 5.               | 220            | 225            | 225            | Bronzová medaile | 405            | Bronzová medaile |
| 2003                       | Lutraki, Řecko                        | –105 kg        | 175            | 180            | 180            | 10.              | 200            | 210            | 210            | 12.              | 405            | 11.              |
| 2004                       | Kyjev, Ukrajina                       | –105 kg        | 180            | 185            | 190            | Stříbrná medaile | 215            | 220            | 220            | 14.              | 402,5          | 10.              |
| 2005                       | Sofie, Bulharsko                      | –105 kg        | 180            | 180            | 180            | 5.               | 217,5          | 222,5          | 222,5          | 6.               | 397,5          | 6.               |
| 2007                       | Štrasburk, Francie                    | –105 kg        | 182            | 186            | 187            | Zlatá medaile    | 220            | 224            | 224            | Zlatá medaile    | 411            | Zlatá medaile    |
| 2008                       | Lignano, Itálie                       | –105 kg        | 180            | 180            | 185            | Bronzová medaile | 215            | 220            | 220            | 5.               | 395            | 4.               |
| 2011                       | Kazaň, Rusko                          | –105 kg        | 165            | 170            | 173            | 12.              | 200            | 206            | 206            | 13.              | 365            | 12.              |
| 2012                       | Antalya, Turecko                      | –105 kg        | 155            | 160            | 165            | 9.               | 190            | 200            | 200            | 9.               | 355            | 9.               |
| Mistrovství světa juniorů  |                                       |                |                |                |                |                  |                |                |                |                  |                |                  |
| 1993                       | Cheb, Česko                           | –91 kg         |                |                | 130            | 17.              |                |                | 165            | 14.              | 295            | 16.              |
| 1994                       | Džakarta, Indonésie                   | –91 kg         |                |                | 140            | 9.               |                |                | 182,5          | 5.               | 322,5          | 6.               |
| Mistrovství Evropy juniorů |                                       |                |                |                |                |                  |                |                |                |                  |                |                  |
| 1992                       | Cardiff, Spojené království           | –90 kg         |                |                | 130            | 11.              |                |                | 170            | 9.               | 300            | 9.               |
| 1993                       | Valencia, Španělsko                   | –91 kg         |                |                | 132,5          | 10.              |                |                | 175            | 5.               | 307,5          | 6.               |
| 1994                       | Řím, Itálie                           | –91 kg         |                |                |                | DNF              |                |                | 175            | 10.              | —              | DNF              |